# Афганский поход Красной армии (1930)
Афганский поход Красной армии в 1930 году представлял собой спецоперацию командования САВО по уничтожению экономических баз басмачей и истреблению их живой силы на территории Афганистана. Операцию выполняли части сводной кавалерийской бригады под командованием комбрига Я. Мелькумова.

## Предпосылки
В 1930 году командованием САВО был разработан план по нанесению ударов по базам басмачей (самоназвание: моджахеды) и уничтожению их живой силы на территории северного Афганистана, куда в 1920-х годах из Туркестана эмигрировали активные борцы с Советской властью и систематически нарушавшие советско-афганскую границу. Кроме того, ещё в конце 1929 года советская разведка получила от недавно победившего в гражданской войне эмира Афганистана Хабибуллы (Бачаи-и Сакао) достоверные данные о планировавшемся отторжении северного Афганистана и образовании на его территории отдельного государства во главе с Ибрагим-беком. В марте 1930 года на собрании старейшин в г. Кундузе премьер-министр Афганистана Мохаммад Хашим-хан, от имени отнявшего у Хабибуллы власть короля Афганистана Мухаммеда Надир-шаха, в очередной раз потребовал от Ибрагим-бека, чтобы тот сложил оружие. Однако последний заявил: «Мое оружие не направлено против Афганистана. Оно наше, мы его добыли в бою». Эти обстоятельства в огромной степени беспокоили афганское правительство, и оно дало согласие на силовое вмешательство СССР в их страну.

## Поход
Перед переходом границы у поста Айвадж с бойцами Красной армии была проведена разъяснительная работа о необходимости их вторжения на территорию соседнего государства. Объяснялась цель похода, причём строго исключалась возможность нанесения какого-либо ущерба коренному населению Афганистана. Результаты операции должны были явиться «нашим подарком» к XVI съезду партии.

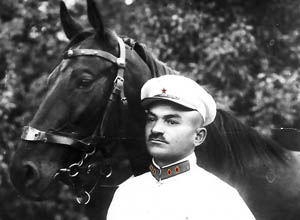
комбриг Мелькумов Я. А.

В конце июня 1930 года сводная кавалерийская бригада Красной армии под командованием комбрига Якова Мелькумова (Акопа Мелкумяна, в басмаческой среде известного как — Якуб Тура), форсировав Аму-дарью, вторглась на территорию Афганистана. Не встречая на своём пути противодействий со стороны местных властей и регулярной афганской армии, советский отряд продвинулся вглубь страны на 50—70 км. Местное население, проявлявшее явное недовольство в отношении эмигрантов (басмачей и их семей), занимавших, по их мнению — «лучшие земли», отнеслось к частям Красной армии дружественно. Местные жители часто выступали проводниками. Командиры частей, в свою очередь, как отмечалось в отчёте: «строго следили, чтобы в ходе операции бойцы случайно не „задели“ хозяйства и имущество коренных жителей, не затрагивали их национальные и религиозные чувства». Представители местной администрации оказали содействие советскому отряду при переправе через р. Ханабад, а также в приобретении припасов и фуража. Оплата за получение последних проводилась в удобной для местного населения валюте.

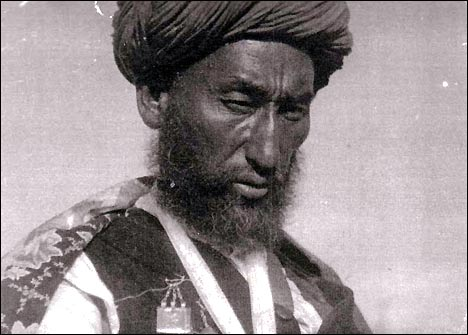
курбаши Ибрагим-бек

Узнав о вторжении Красной армии в Афганистан, Ибрагим-бек вначале хотел дать бой, однако уточнив силы противника, поспешно ушёл в горы, при этом сообщив наибуль-хукуме (генерал-губернатору) Каттаганско-Бадахшанской провинции — Мир-Мухаммед-Сафар-хану о нападении Красной армии. Сафар-хан, в свою очередь, 23 июня направил советским командирам письмо, упрекая их «во внезапном переходе границы» и призывал их вернуться «на свою территорию», однако это не воспрепятствовало дальнейшему выполнению операции последних. На следующий день Ибрагим-бек получил от Сафар-хана приказ — «вступить в бой с красными». Однако видя, что местные власти «не препятствуют русским», локайцы на собранном совете решили, что афганцы намеренно пытаются столкнуть их с Красной армией. Другой видный курбаши — Утан-бек, осведомлённый своими агентами на границе также как и Ибрагим-бек ушёл в горы. В результате этого частям Красной армии, как отмечалось в отчёте: «не пришлось встретить организованного сопротивления и они ликвидировали отдельные шайки численностью по 30—40 джигитов, отдельных басмачей и их пособников».
В ходе карательного рейда были сожжены и разрушены кишлаки Ак-Тепе (Белый холм) и Али-Абад (за исключением той части кишлака, где проживали коренные афганцы). Также в ходе рейда на протяжении 35 км были уничтожены все кишлаки и юрты в долине р. Кундуз, населённые локайцами, кунградцами (коныратами), дурменами и казахами. Были взорваны до 17 тыс. патронов, захвачено до 40 винтовок, сожжены хлебные запасы эмигрантов, уничтожен и частично угнан скот. С собой советский отряд увёл 200 верблюдов, 80 лошадей и 400 баранов. Местное афганское население не покидало своих юрт и оставалось нетронутым. Общие потери басмачей и их пособников составляли 839 человек убитыми, включая главу религиозной секты Пир-Ишана и идейных вдохновителей басмачества курбашей Ишан-Палвана и Домулло-Донахана. Потери советской стороны составили — один утонувший при переправе и двое раненых.